# Micarea isabellina
Micarea isabellina är en lavart som beskrevs av Coppins & Kantvilas. Micarea isabellina ingår i släktet Micarea och familjen Pilocarpaceae.   Inga underarter finns listade i Catalogue of Life.